# Semjon Antonov
Semjon Sergejevitsj Antonov (Russisch: Семён Сергеевич Антонов) (Tjoemen, 18 juli 1989) is een professionele basketbalspeler die speelt voor het nationale team van Rusland. Hij kreeg de onderscheiding Meester in de sport van Rusland en de Medaille voor het dienen van het Moederland op 13 augustus 2012.

## Carrière
Antonov begon zijn profcarrière bij Avtodor Saratov in 2006. In 2009 verhuisde hij naar TSU Basket Tambov. Na één jaar stapte hij over naar Nizjni Novgorod. Antonov werd met Nizjni één keer tweede om het Landskampioenschap van Rusland in 2014. In 2011 verloor hij de finale om de Beker van Rusland van Spartak Sint-Petersburg met 53-80. In 2016 stapte hij over naar CSKA Moskou. Met CSKA werd hij landskampioen van Rusland in 2017, 2018, 2019, 2021, 2024 en 2025. Ook won hij met CSKA in 2019 de EuroLeague door in de finale Anadolu Efes uit Turkije met 91-83 te verslaan.
Antonov speelde met Rusland op de Olympische Spelen in 2012. Hij won de bronzen medaille. Hij speelde ook op het Europees kampioenschap in 2011 (bronze), 2015 en 2017 en op het Wereldkampioenschap in 2019.

## Erelijst
- Landskampioen Rusland: 6
  - Winnaar: 2017, 2018, 2019, 2021, 2024, 2025
  - Tweede: 2014 2022
- Bekerwinnaar Rusland:
  - Runner-up: 2011
- VTB United League: 6
  - Winnaar: 2017, 2018, 2019, 2021, 2024, 2025
- EuroLeague: 1
  - Winnaar: 2019
  - Tweede: 2022
  - Derde: 2017
- Olympische Spelen:
  - Brons: 2012
- Europees Kampioenschap:
  - Brons: 2011